# Рындин, Филадельф Кириллович
Филадельф Кириллович Рындин (?—1829) — генерал-майор, герой Отечественной войны 1812 года.

## Биография
Филадельф Кириллович Рындин родился в семье сенатора Кирилла Степановича Рындина. В военную службу вступил в 1800 году в армейскую пехоту. В 1811 году произведён в подполковники Симбирского пехотного полка.
В 1812 году принимал участие в Отечественной войне, причём с 13 августа командовал Симбирским полком. 23 декабря за отличие в сражении при Бородино награждён орденом св. Георгия 4-й степени (№ 1128 по кавалерскому списку Судравского и № 2495 по списку Григоровича — Степанова)
В воздаяние ревностной службы и отличия, оказанного в сражении против французских войск 24 августа, где, быв с баталионом у прикрытия батареи, при нападении неприятеля мужественно отражал его штыками, поощряя примером своим подчиненных, а 26 числа, командуя полком с примерною неустрашимостью, водил оный на поражение неприятеля, стремившегося на батарею и опрокинул его штыками, причем и ранен.
Вслед за тем Рындин принял участие в Заграничных походах 1813 и 1814 годов, за отличие в которых 22 января 1814 года был награждён орденом Святого Владимира 4-й степени с бантом, а 24 апреля 1814 года — золотым оружием с надписью «За храбрость».
31 мая 1815 года произведён в полковники и 12 декабря 1823 года получил чин генерал-майора.
Филадельф Кириллович Рындин скончался 19 мая 1829 года.